# Грасіоза (острів)
О́стрів Грасіо́за (порт. Ilha da Graciosa, МФА: [ˈi.ʎɐ dɐ gɾɐ.si.ˈo.zɐ], «Граціозний») — вулканічний острів у північній частині Атлантичного океану. Складова Азорського архіпелагу. Володіння Португалії, автономного регіону Азорські острови. На території острова розташований муніципалітет Санта-Круш-да-Грасіоза. Один із 9 заселених островів архіпелагу. Разом із островами Піку, Сан-Жорже, Терсейра та Фаял належить до Центральної групи Азорських островів. Площа — 62 км². Населення — 4780 осіб (2001).

## Економіка
Електрика для потреб острова виробляється дизельними генераторами, що є доволі дорогими. Тому 2017 року данська компанія провела проект зі встановлення на острові потужних сонячних і вітрових електростанцій, що дозволило покрити 70% потреб жителів острова поновлюванольною енергією. Згодом планується підняти цей показник до 100%.

## Загальні дані
Острів розташований у північній частині Атлантичного океану. Крайня точка східної частини острова знаходиться за 60 км від східного сусіда — острова Терсейра. Максимальна довжина острова сягає 12,5 км, ширина — 8,5 із загальною площею 62 км². Найвища його точка Калдейра (порт. Caldeira) має лише 402 м над рівнем моря.

## Муніципалітети
- Санта-Круш-да-Грасіоза

Найбільшим населеним пунктом є селище Санта-Круж-да-Грасіоза з кількістю мешканців 1 838 осіб (станом на 2001 рік), що знаходиться у північній частині острова. Там же знаходиться летовище регіонального значення, збудоване у 80-х роках 20 століття, з якого виконуються регулярні рейси у двох основних напрямках: Понта-Делгада та Терсейра. Усього на острові мешкає майже 4,8 тис. осіб (станом на 2001 рік).

## Історія
Датою відкриття острова вважається 2 травня 1450 року, хоча за іншими даними вказується перша чверть XV ст., коли він був вперше відвіданий португальськими мореплавцями разом з іншими островами Центральної групи архіпелагу. Проте, жодних документальних підтверджень як першої так і останньої версії немає.
Ймовірним є також, що першими людьми, що заселили острів були темношкірі раби, що були перевезені з африканських колоній Португальської імперії, з метою догляду за великою рогатою худобою, розведення якої було фундаментальним при заселенні острова. До середини 19 століття на острові існувало 2 муніципалітети, коли 1855 року південний муніципалітет з адміністративним центром у селищі Прая було підпорядковано північному з адміністративним центром у селищі Санта-Круж-да-Грасіоза. Разом зі зникненням південного муніципалітету Прая, цей населений пункт втратив статус селища, який було поновлено лише 2003 року.
З часу появи на острові перших людей острів пережив багато складних часів. Завдяки своїм зручним берегам, у XVI та XVII ст. острів було кілька разів атаковано корсарами та піратами, які крім пограбуваннь ще й руйнували будинки місцевих жителів. Іншим ворогом острова багаторазово ставала посуха, що за свідченнями деяких істориків завдавала шкоди не тільки сільському господарству, але і спричиняла численні людські жертви. 
Найбільш руйнівною стала посуха улітку 1844 року. Але найнебезпечнішим були і потенційно залишаються землетруси. Найбільшими землетрусами зареєстрованими на острові вважаються: 13 липня 1730 року в південно-східній частині острова (місцевість Луж), що знищило значну кількість будинків, та землетрус 1837 року, що зруйнував селище Прая. Останній значний землетрус відбувся на острові у 1980 році, поблизу місцевості Карапушу.

## Економіка

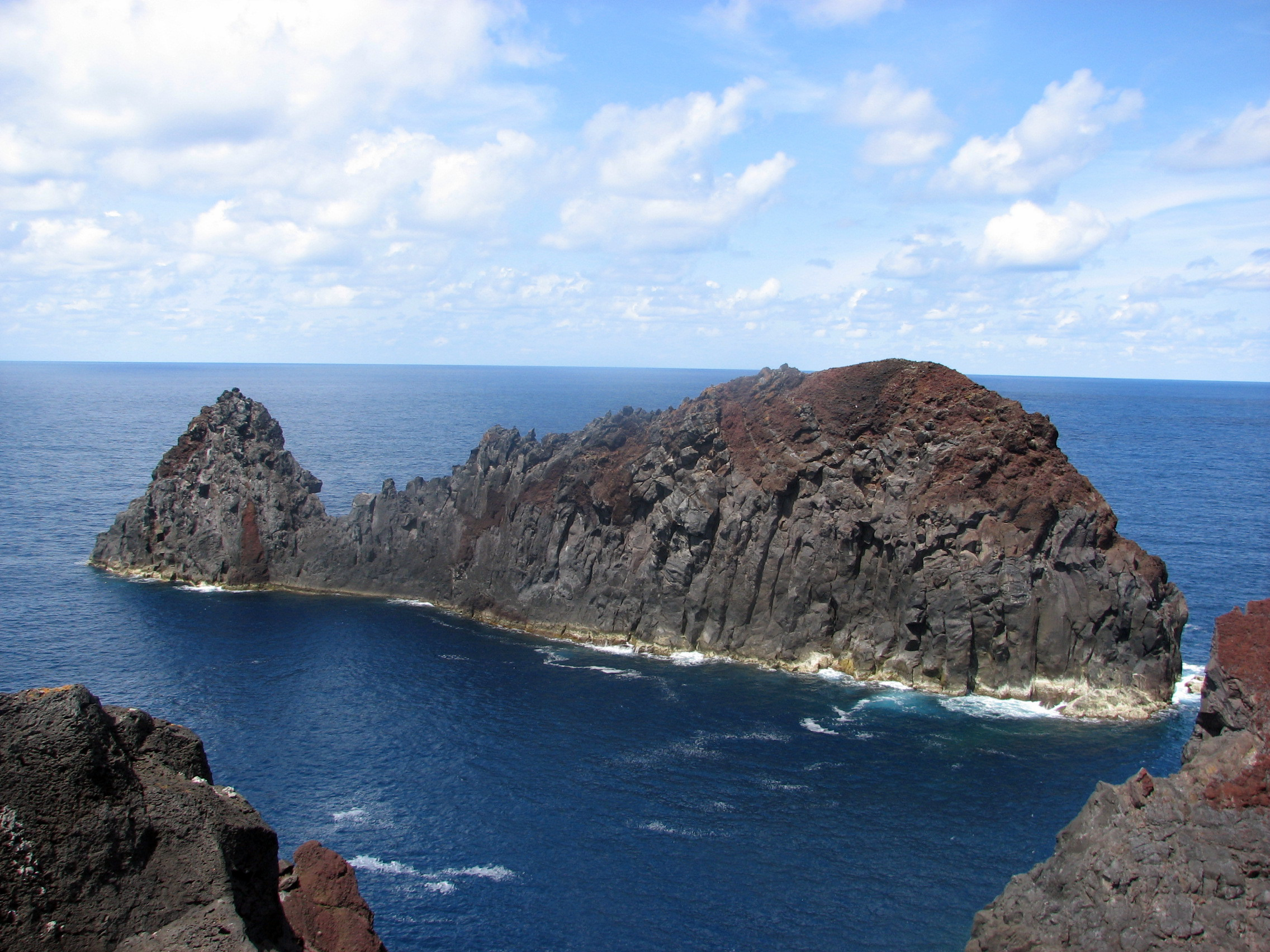
Так званий «камінь-кит»

Економіка острова представлена м'ясомолочною промисловістю, рибальством та виноробством. Сільськогосподарські угіддя займають значний відсоток території острова. Вирощуються фрукти, зернові культури. Полювання на китів з кінця 1980-х років стало забороненим. 
Завдяки своїм унікальним біотопам у вересні 2007 року острів було оголошено біосферним заповідником ЮНЕСКО, що в свою чергу спричинило зростання кількості туристів, що відвідують острів. На острові є чудові умови для практикування водних видів спорту. Діє термальний санаторій.

## Галерея

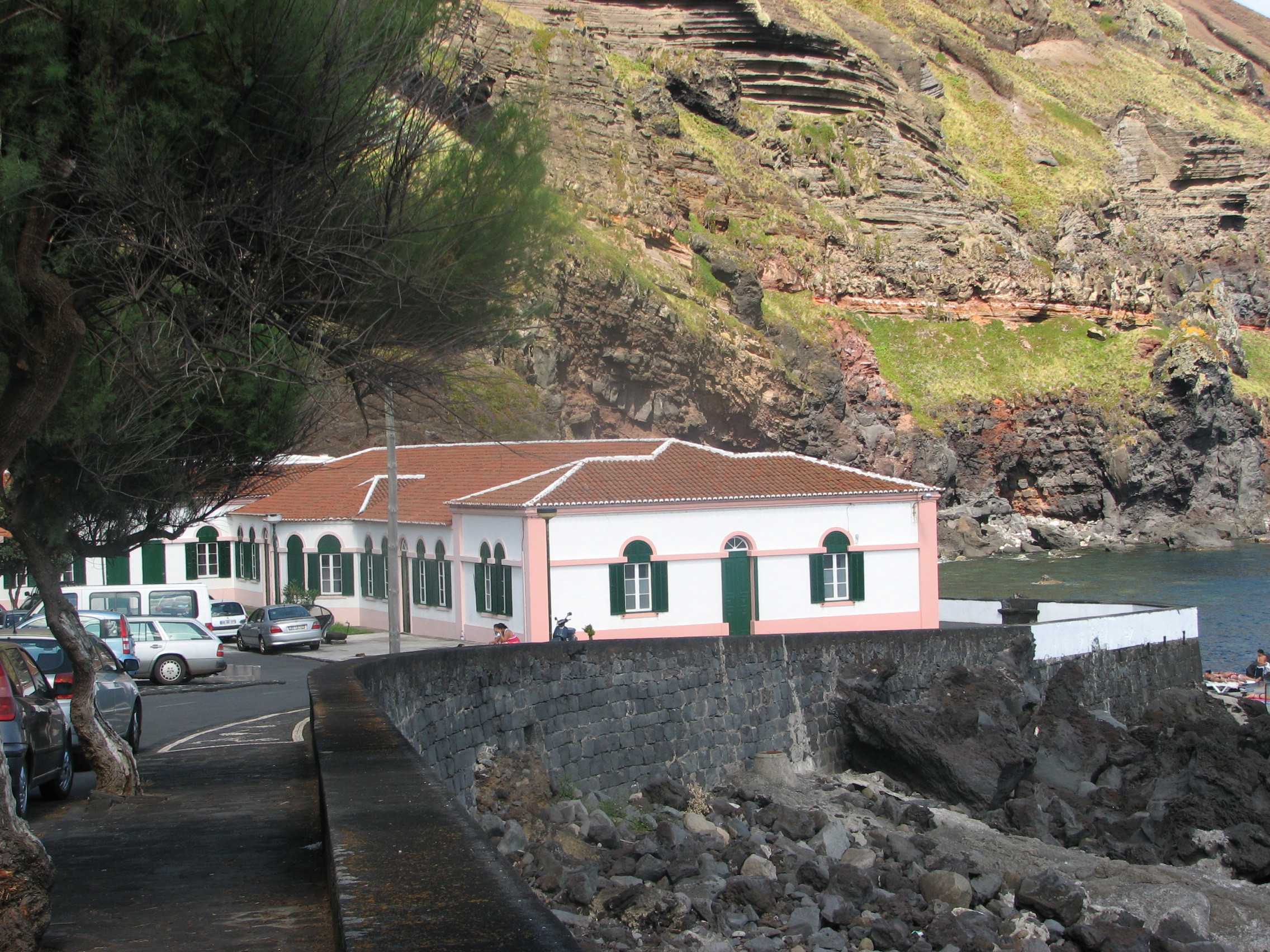
Термальний санаторій в Карапашу
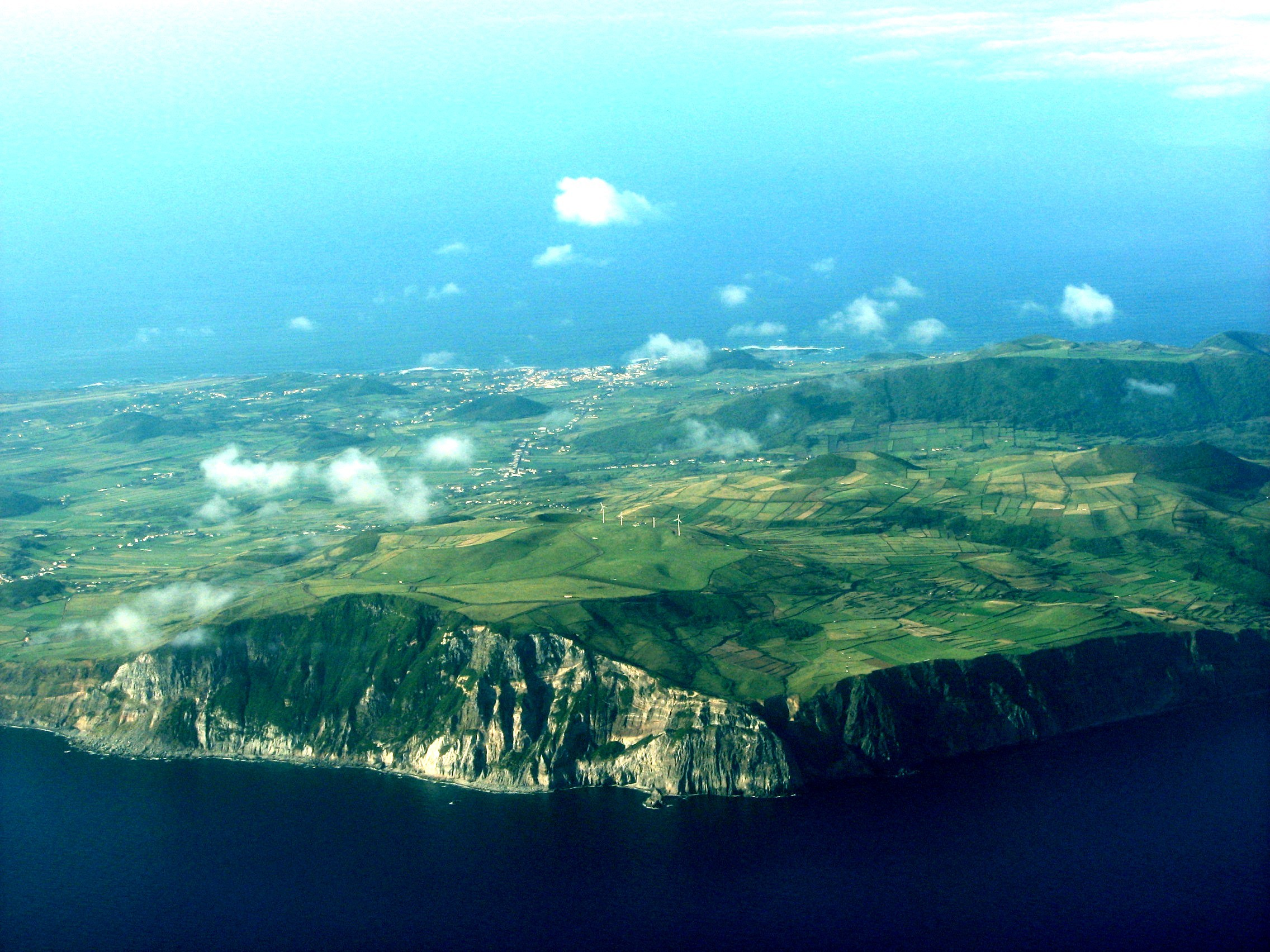
Вигляд острова з літака (Санта-Круж-да-Грасіоза — на протилежному березі)
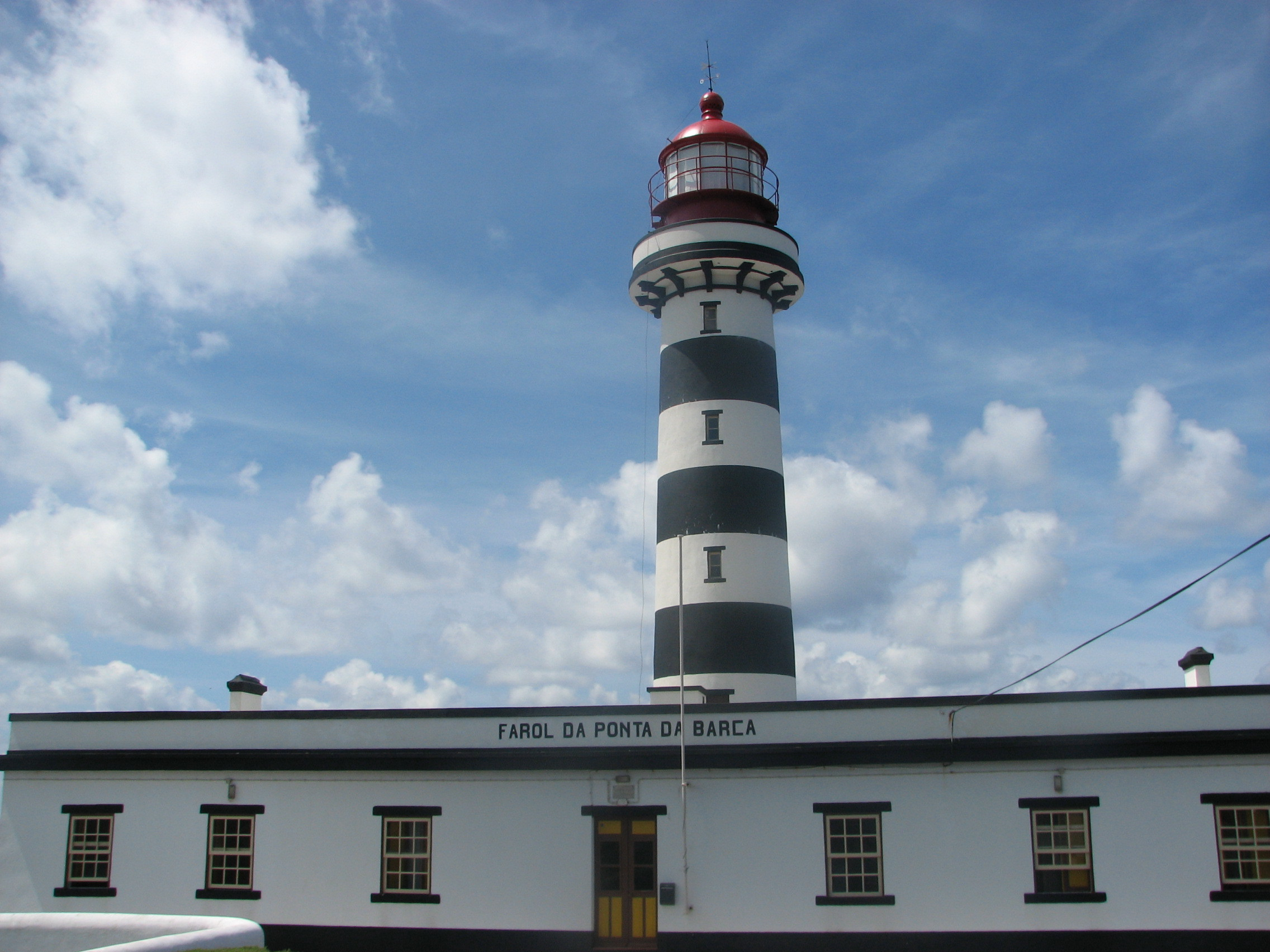
Маяк в Понта-да-Барка